# La Gripperie-Saint-Symphorien
Pour les articles homonymes, voir Saint-Symphorien.
La Gripperie-Saint-Symphorien est une commune du Sud-Ouest de la France, située dans le département de la Charente-Maritime (région Nouvelle-Aquitaine).
Ses habitants sont appelés les Griphoriens et les Griphoriennes.

## Géographie

### Localisation et accès
La commune de La Gripperie-Saint-Symphorien se situe dans le sud-ouest du département de la Charente-Maritime, dans l'ancienne province de la Saintonge. Le territoire communal, dont la superficie est de 1816 hectares, est partagé entre les marais de Broue (également appelés marais de Brouage), lesquels ont succédé vers le début du XVIIe siècle à un golfe marin progressivement comblé par les dépôts d'alluvions, et les collines de La Gripperie. Le village de Saint-Symphorien est situé à proximité de l'ancien littoral, dont le tracé est encore lisible dans le paysage. Il est situé sur un plateau calcaire de faible altitude, où cultures maraîchères et forêts dominent. En surplomb, les collines de La Gripperie sont principalement occupées par des exploitations agricoles tournées vers la culture des céréales, du maïs et du colza.
La commune se situe à mi-distance des villes de Rochefort et de Royan (soit environ 20 kilomètres), à 30 kilomètres à l'ouest de Saintes et environ 25 kilomètres de la ville de Marennes.
À proximité de Saint-Sornin, Nieulle-sur-Seudre

### Communes limitrophes
|                  | Saint-Jean-d'Angle            |              |
| Saint-Just-Luzac | La Gripperie-Saint-Symphorien | Champagne    |
| Saint-Sornin     |                               | Sainte-Gemme |

### Climat
Le climat est de type océanique aquitain : la pluviométrie est relativement élevée en automne et en hiver et les hivers sont doux. L'été reste tempéré grâce à la brise marine. Deux vents venant de l'océan, le noroît et le suroît, soufflent sur les côtes du département. L'ensoleillement de la côte charentaise est très important : avec 2 250 heures par an, il est comparable à celui que connaît une partie de la côte méditerranéenne.

#### Données générales
| Ville                         | Ensoleillement · (h/an) | Pluie · (mm/an) | Neige · (j/an) | Orage · (j/an) | Brouillard · (j/an) |
| ----------------------------- | ----------------------- | --------------- | -------------- | -------------- | ------------------- |
| Médiane nationale             | 1 852                   | 835             | 16             | 25             | 50                  |
| La Gripperie-Saint-Symphorien | 2250                    | 755             | 4              | 13             | 26                  |
| Paris                         | 1 717                   | 634             | 13             | 20             | 26                  |
| Nice                          | 2 760                   | 791             | 1              | 28             | 2                   |
| Strasbourg                    | 1 747                   | 636             | 26             | 28             | 69                  |
| Brest                         | 1 555                   | 1 230           | 6              | 12             | 78                  |
| Bordeaux                      | 2 070                   | 987             | 3              | 32             | 78                  |

| Mois                        | Jan  | Fév  | Mar  | Avr  | Mai  | Jui  | Jui  | Aoû  | Sep  | Oct  | Nov  | Déc  | Année |
| Températures minimales (°C) | 3,4  | 4,0  | 5,4  | 7,4  | 10,7 | 13,7 | 15,8 | 15,7 | 13,7 | 10,5 | 6,3  | 3,9  | 9,2   |
| Températures maximales (°C) | 8,5  | 9,9  | 12,1 | 14,7 | 17,9 | 21,3 | 23,8 | 23,5 | 21,8 | 18,0 | 12,6 | 9,2  | 16,1  |
| Températures moyennes (°C)  | 5,9  | 6,9  | 8,7  | 11,1 | 14,3 | 17,5 | 19,8 | 19,6 | 17,8 | 14,2 | 9,4  | 6,6  | 12,7  |
| Ensoleillement (h)          | 84   | 111  | 174  | 212  | 239  | 272  | 305  | 277  | 218  | 167  | 107  | 85   | 2250  |
| Pluviométrie (mm)           | 82,5 | 66,1 | 57,0 | 52,7 | 61,1 | 42,9 | 35,1 | 46,4 | 56,5 | 81,6 | 91,8 | 81,8 | 755,3 |

#### Ouragan de décembre 1999
La Charente-Maritime est le département français qui a été le plus durement touché par la tempête Martin du 27 décembre 1999. Les records nationaux de vents enregistrés ont été atteints avec 198 km/h sur l'île d'Oléron et 194 km/h à Royan.

## Urbanisme

### Typologie
Au 1er janvier 2024, La Gripperie-Saint-Symphorien est catégorisée commune rurale à habitat dispersé, selon la nouvelle grille communale de densité à 7 niveaux définie par l'Insee en 2022.
Elle est située hors unité urbaine. Par ailleurs la commune fait partie de l'aire d'attraction de Rochefort, dont elle est une commune de la couronne,. Cette aire, qui regroupe 33 communes, est catégorisée dans les aires de 50 000 à moins de 200 000 habitants,.

### Occupation des sols
L'occupation des sols de la commune, telle qu'elle ressort de la base de données européenne d’occupation biophysique des sols Corine Land Cover (CLC), est marquée par l'importance des territoires agricoles (67 % en 2018), en diminution par rapport à 1990 (72,3 %). La répartition détaillée en 2018 est la suivante : 
prairies (35,6 %), forêts (24,7 %), terres arables (18 %), zones agricoles hétérogènes (13,4 %), mines, décharges et chantiers (3,2 %), zones urbanisées (2,5 %), milieux à végétation arbustive et/ou herbacée (1,7 %), eaux continentales (0,9 %). L'évolution de l’occupation des sols de la commune et de ses infrastructures peut être observée sur les différentes représentations cartographiques du territoire : la carte de Cassini (XVIIIe siècle), la carte d'état-major (1820-1866) et les cartes ou photos aériennes de l'IGN pour la période actuelle (1950 à aujourd'hui).

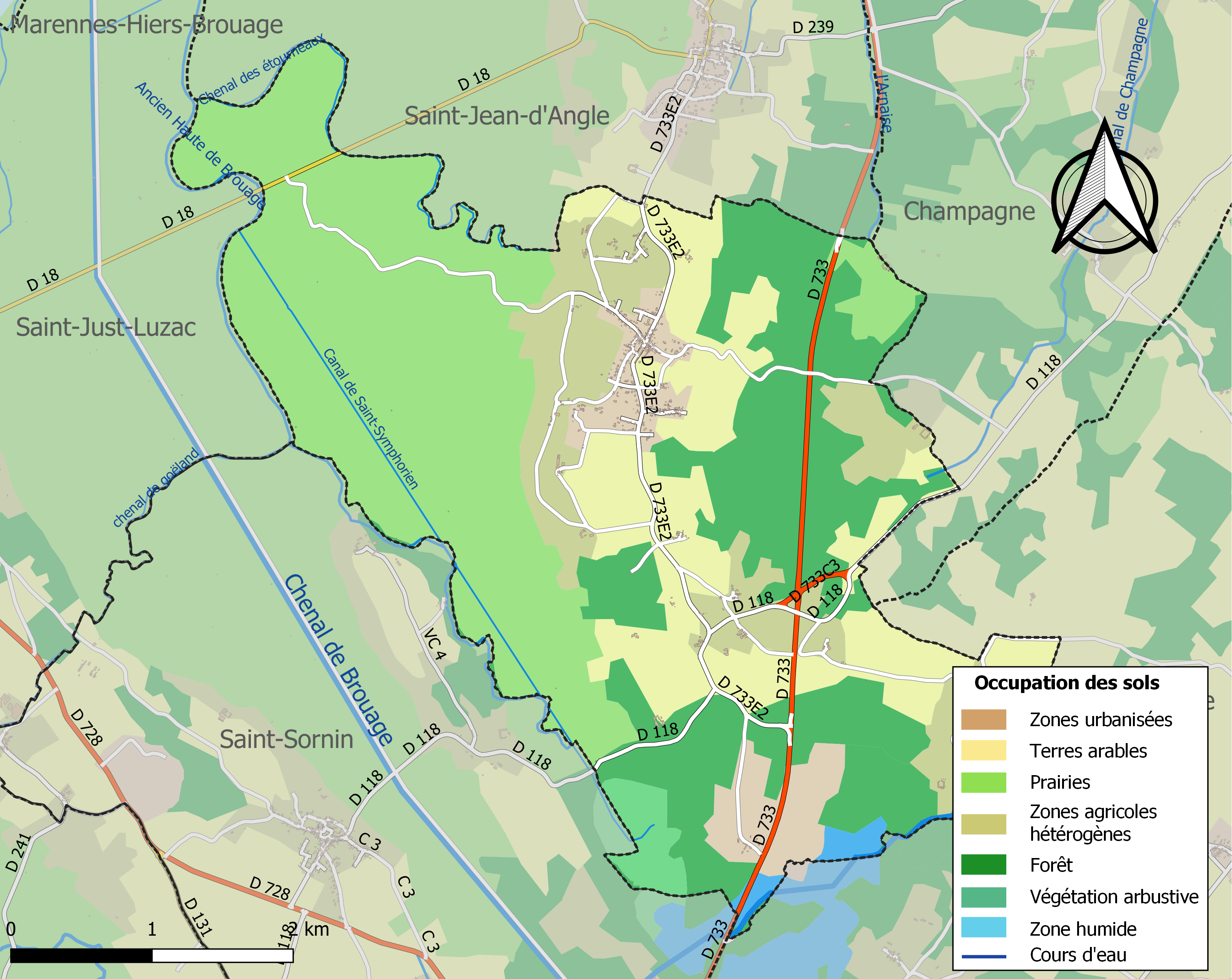
Carte des infrastructures et de l'occupation des sols de la commune en 2018 (CLC).

### Risques majeurs
Le territoire de la commune de La Gripperie-Saint-Symphorien est vulnérable à différents aléas naturels : météorologiques (tempête, orage, neige, grand froid, canicule ou sécheresse), inondations, mouvements de terrains et séisme (sismicité modérée). Il est également exposé à un risque technologique,  le transport de matières dangereuses. Un site publié par le BRGM permet d'évaluer simplement et rapidement les risques d'un bien localisé soit par son adresse soit par le numéro de sa parcelle.

#### Risques naturels
Certaines parties du territoire communal sont susceptibles d’être affectées par le risque d’inondation par submersion marine, notamment le chenal de Brouage. La commune a été reconnue en état de catastrophe naturelle au titre des dommages causés par les inondations et coulées de boue survenues en 1982, 1999 et 2010,.

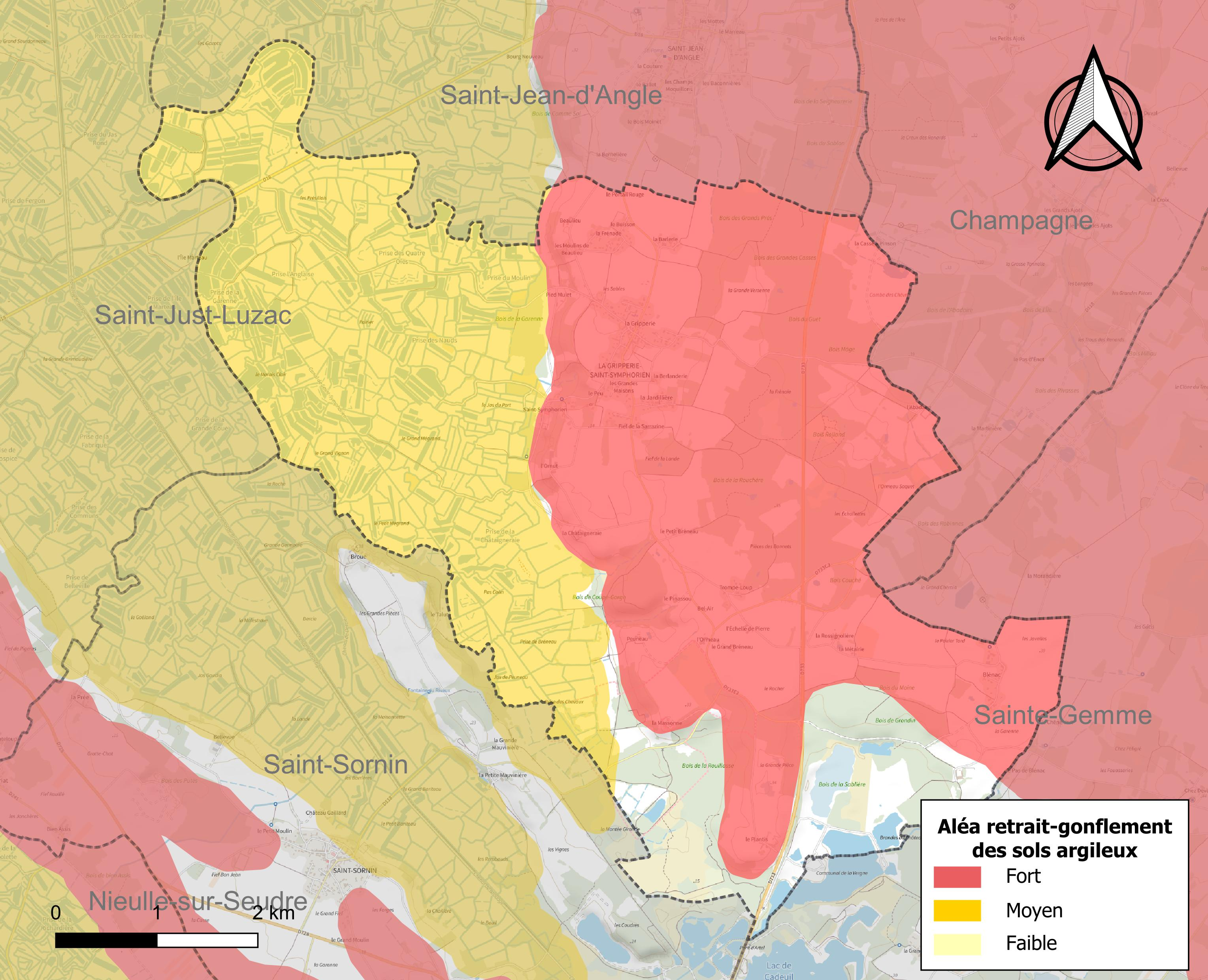
Carte des zones d'aléa retrait-gonflement des sols argileux de La Gripperie-Saint-Symphorien.

Les mouvements de terrains susceptibles de se produire sur la commune sont des affaissements et effondrements liés aux cavités souterraines (hors mines) et des tassements différentiels. Par ailleurs, afin de mieux appréhender le risque d’affaissement de terrain, l'inventaire national des cavités souterraines permet de localiser celles situées sur la commune.
Le retrait-gonflement des sols argileux est susceptible d'engendrer des dommages importants aux bâtiments en cas d’alternance de périodes de sécheresse et de pluie. 88 % de la superficie communale est en aléa moyen ou fort (54,2 % au niveau départemental et 48,5 % au niveau national). Sur les 276 bâtiments dénombrés sur la commune en 2019,  276 sont en aléa moyen ou fort, soit 100 %, à comparer aux 57 % au niveau départemental et 54 % au niveau national. Une cartographie de l'exposition du territoire national au retrait gonflement des sols argileux est disponible sur le site du BRGM,.
Par ailleurs, afin de mieux appréhender le risque d’affaissement de terrain, l'inventaire national des cavités souterraines permet de localiser celles situées sur la commune.
Concernant les mouvements de terrains, la commune a été reconnue en état de catastrophe naturelle au titre des dommages causés par la sécheresse en 1989, 2003 et 2005 et par des mouvements de terrain en 1999 et 2010.

#### Risques technologiques
Le risque de transport de matières dangereuses sur la commune est lié à sa traversée par une ou des infrastructures routières ou ferroviaires importantes ou la présence d'une canalisation de transport d'hydrocarbures. Un accident se produisant sur de telles infrastructures est susceptible d’avoir des effets graves sur les biens, les personnes ou l'environnement, selon la nature du matériau transporté. Des dispositions d’urbanisme peuvent être préconisées en conséquence.

## Toponymie
Lors de sa création en 1790, la commune prit le nom de l'ancienne paroisse : Saint-Simphorien. Rebaptisée La Révolution, elle recouvre son nom d'origine en 1793. Devenue Saint-Symphorien en 1801, elle fut parfois appelée de manière non officielle Saint-Symphorien-du-Bois jusqu'en 1922, date à laquelle elle prit son nom actuel de La Gripperie-Saint-Symphorien.
L'adjonction du toponyme La Gripperie, tirant son origine du vieux français « gripper » signifiant grimper, monter, s'explique par la croissance de la population de cet ancien hameau au début du XXe siècle, et par sa situation géographique au sommet d'une colline.

## Administration

### Liste des maires
| Période                                  | Période  | Identité     | Étiquette | Qualité                                                         |
| ---------------------------------------- | -------- | ------------ | --------- | --------------------------------------------------------------- |
| Les données manquantes sont à compléter. |          |              |           |                                                                 |
| 2008                                     | En cours | Denis Rouyer | SE        | Magasinier 8e vice-président de la CA Rochefort Océan (2020 → ) |

### Région
À la suite de la réforme administrative de 2014 ramenant le nombre de régions de France métropolitaine de 22 à 13, la commune appartient depuis le 1er janvier 2016 à la région Nouvelle-Aquitaine, dont la capitale est Bordeaux. De 1972 au 31 décembre 2015, elle a appartenu à la région Poitou-Charentes, dont le chef-lieu était Poitiers.

### Politique environnementale
Dans son palmarès 2024, le Conseil national de villes et villages fleuris de France a attribué une fleur à la commune.

## Démographie

### Évolution démographique
L'évolution du nombre d'habitants est connue à travers les recensements de la population effectués dans la commune depuis 1793. Pour les communes de moins de 10 000 habitants, une enquête de recensement portant sur toute la population est réalisée tous les cinq ans, les populations de référence des années intermédiaires étant quant à elles estimées par interpolation ou extrapolation. Pour la commune, le premier recensement exhaustif entrant dans le cadre du nouveau dispositif a été réalisé en 2005.

En 2022, la commune comptait 598 habitants, en évolution de +0,34 % par rapport à 2016 (Charente-Maritime : +4,04 %, France hors Mayotte : +2,11 %).
| 1793 | 1800 | 1806 | 1821 | 1831 | 1836 | 1841 | 1846 | 1851 |
| ---- | ---- | ---- | ---- | ---- | ---- | ---- | ---- | ---- |
| 576  | 505  | 389  | 484  | 556  | 564  | 532  | 560  | 547  |

| 1856 | 1861 | 1866 | 1872 | 1876 | 1881 | 1886 | 1891 | 1896 |
| ---- | ---- | ---- | ---- | ---- | ---- | ---- | ---- | ---- |
| 520  | 577  | 566  | 528  | 519  | 505  | 532  | 493  | 534  |

| 1901 | 1906 | 1911 | 1921 | 1926 | 1931 | 1936 | 1946 | 1954 |
| ---- | ---- | ---- | ---- | ---- | ---- | ---- | ---- | ---- |
| 507  | 515  | 455  | 387  | 384  | 377  | 350  | 323  | 329  |

| 1962 | 1968 | 1975 | 1982 | 1990 | 1999 | 2005 | 2006 | 2010 |
| ---- | ---- | ---- | ---- | ---- | ---- | ---- | ---- | ---- |
| 324  | 331  | 321  | 364  | 402  | 473  | 447  | 446  | 539  |

| 2015 | 2020 | 2022 | - | - | - | - | - | - |
| ---- | ---- | ---- | - | - | - | - | - | - |
| 597  | 585  | 598  | - | - | - | - | - | - |

### Pyramide des âges
La population de la commune est relativement jeune.
En 2018, le taux de personnes d'un âge inférieur à 30 ans s'élève à 33,5 %, soit au-dessus de la moyenne départementale (29 %). À l'inverse, le taux de personnes d'âge supérieur à 60 ans est de 23,1 % la même année, alors qu'il est de 34,9 % au niveau départemental.
En 2018, la commune comptait 315 hommes pour 274 femmes, soit un taux de 53,48 % d'hommes, largement supérieur au taux départemental (47,85 %).
Les pyramides des âges de la commune et du département s'établissent comme suit.
| Hommes | Classe d’âge | Femmes |
| ------ | ------------ | ------ |
| 0,0    | 90 ou +      | 0,4    |
| 5,1    | 75-89 ans    | 6,2    |
| 16,6   | 60-74 ans    | 18,0   |
| 22,7   | 45-59 ans    | 22,4   |
| 19,8   | 30-44 ans    | 22,1   |
| 11,2   | 15-29 ans    | 11,4   |
| 24,6   | 0-14 ans     | 19,5   |

| Hommes | Classe d’âge | Femmes |
| ------ | ------------ | ------ |
| 1,1    | 90 ou +      | 2,6    |
| 10,1   | 75-89 ans    | 12,6   |
| 22     | 60-74 ans    | 23,2   |
| 20,1   | 45-59 ans    | 19,7   |
| 16,1   | 30-44 ans    | 15,6   |
| 15,2   | 15-29 ans    | 12,7   |
| 15,4   | 0-14 ans     | 13,6   |

## Culture locale et patrimoine

### Lieux et monuments

#### Église Saint-Symphorien

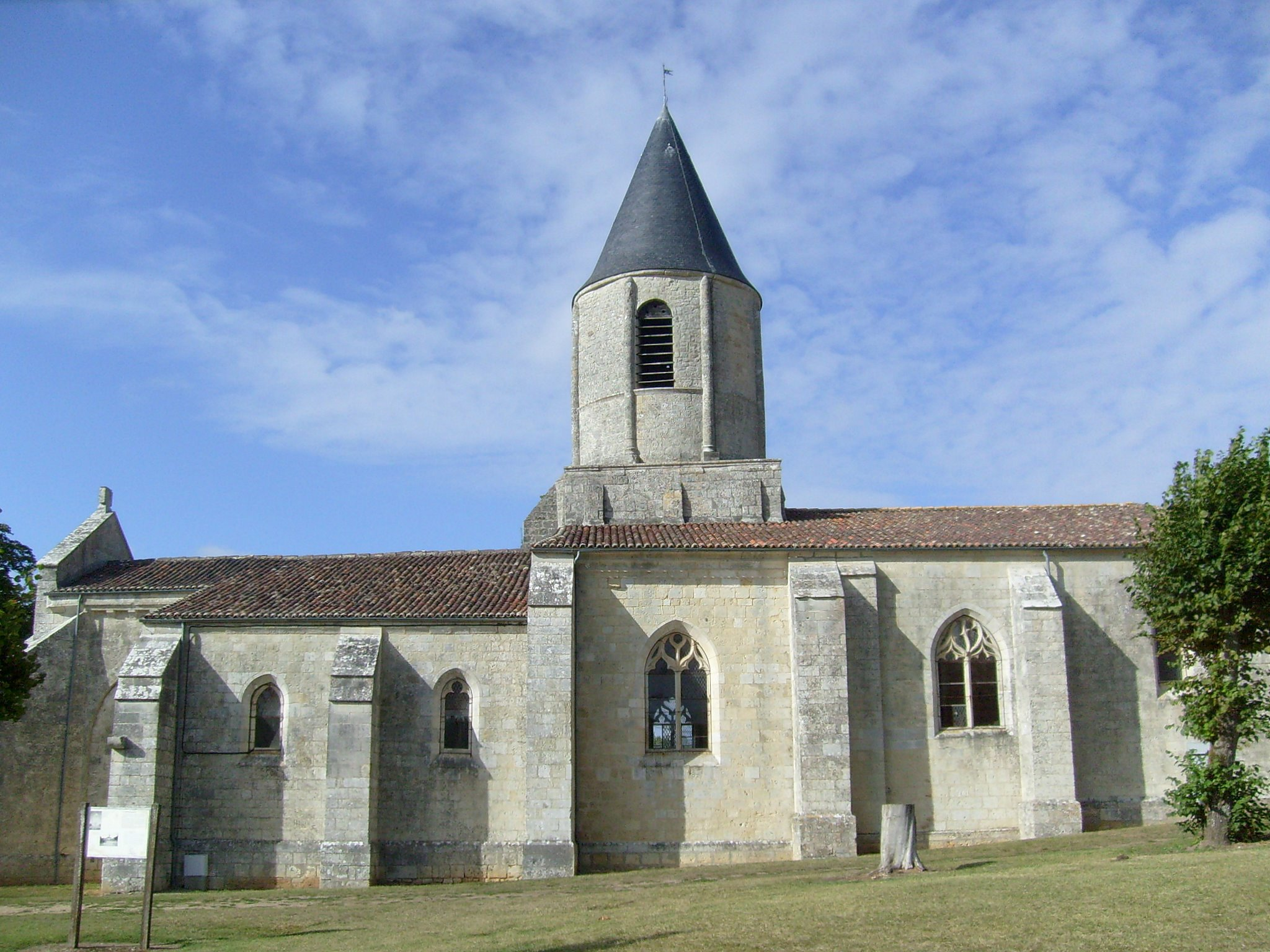
L'église Saint-Symphorien et ses contreforts.

Les parties les plus anciennes de cet édifice mêlant les styles romans et gothiques remontent au XIIe siècle. Construite initialement sur un plan en forme de croix latine, cette église devient rapidement le siège d'un pèlerinage dédié à saint Symphorien : des reliques de ce martyr des premiers temps de l'ère chrétienne auraient en effet été ensevelies dans le sanctuaire. La tradition rapporte que ces reliques auraient tout d'abord été offertes à l'église de Sainte-Marie-d'Arvert. Au moment des invasions normandes, les reliques auraient été cachées dans la nef du sanctuaire, lequel fut finalement détruit. Retrouvées par la suite, elles auraient été mises à l'abri dans cette église ultérieurement. De même, sur le flanc droit du sanctuaire, une « fontaine miraculeuse » était une étape importante du pèlerinage. Celle-ci est toujours visible, dépassant légèrement du sol, entourée d'une petite chapelle recouverte de chaux. 

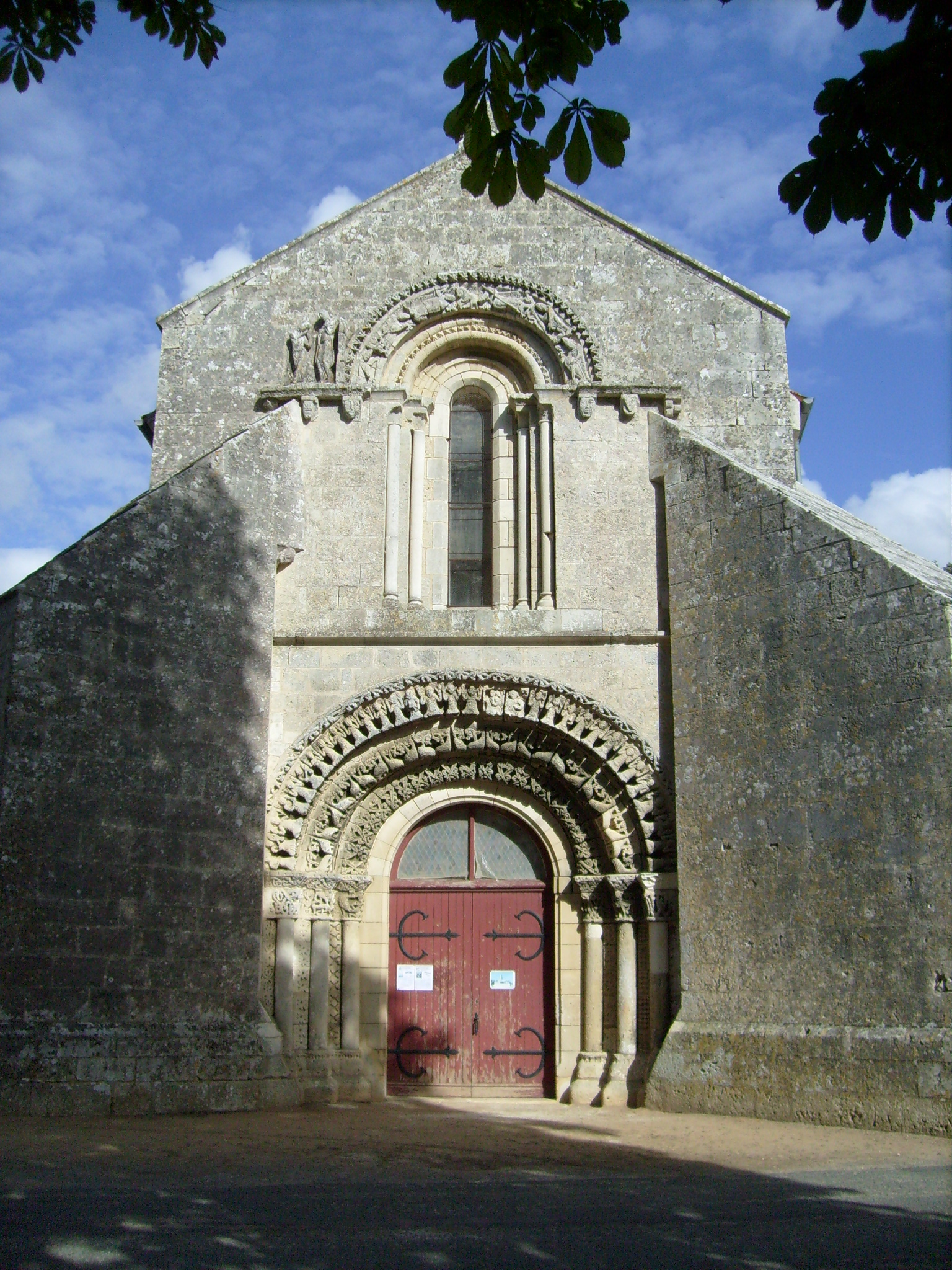
Le portail de l'entrée de l'église et ses deux contreforts.

Les conflits franco-anglais causeront des dégâts importants à l'édifice, qui perdit à cette époque les deux bras de son transept, et probablement son clocher. Plus tard, au XVe siècle, une campagne de reconstruction et d'agrandissement fut menée, ce qui explique la juxtaposition des styles : nef et abside romane, et collatéraux gothiques. Le clocher actuel, de forme cylindrique, est issu de cette campagne de reconstruction. Il est coiffé d'une flèche en ardoise.
La façade de l'église est caractéristique du style art roman saintongeais. Si deux contreforts massifs, rajoutés au XVe siècle, déparent un peu celle-ci, elle a conservé l'essentiel de sa composition d'origine. Trois voussures encadrent un portail en plein-cintre. Celles-ci sont ornées de riches sculptures reprenant les thèmes traditionnels de l'époque : motifs végétaux, griffons et animaux extraordinaires. L'archivolte présente trente-deux claveaux portant chacun un personnage debout, dont l'attitude semble suggérer la danse. Le portail est surmonté d'une grande baie romane ornée de deux voussures. (voir photo ci-contre)
L'église se compose d'une nef unique formant trois travées, prolongée d'un chevet bordé de collatéraux et terminé par une abside. L'ancien carré du transept est marqué par une coupole sur trompe de forme octogonale, supportant le poids du clocher. L'intérieur comporte deux peintures à huile de l'artiste saintongeais Bragny, l'une, datée de 1641, représentant le martyre de saint Symphorien, l'autre, datée de 1676, montre l'assomption de la Vierge. Plusieurs dalles funéraires sont également visibles.
L'église est classée monument historique depuis 1995.

#### Domaine de la Massonne
Le domaine de la Massonne est un logis noble dont les origines semblent remonter au XVIIe siècle. Cette seigneurie, qui relevait autrefois du comte de Blénac, appartenait à une famille convertie au protestantisme. Le logis forme un bâtiment en équerre de deux étages, largement éclairé par de grandes fenêtres à meneaux, sans négliger toutefois certains éléments défensifs, comme le prouve la présence d'une échauguette à l'un de ses angles. L'intérieur conserve un salon orné de boiseries et de peintures contemporaines de celles du château de la Rochecourbon.
Le domaine est entouré par la Réserve naturelle régionale de la Massonne.

### Personnalités liées à la commune
- René Caillié, explorateur français, y est mort le 17 mai 1838, au domaine de L'Abadaire qui lui appartenait.

### Héraldique
| Blason de La Gripperie-Saint-Symphorien | Blason  | Tiercé en pairle renversé : au 1er de sinople à saint Symphorien évêque d'or, au 2e de gueules au héron d'argent, becqué et membré d'or, au 3e d'or à la tortue de sable en pal. |
| Blason de La Gripperie-Saint-Symphorien | Détails | Le statut officiel du blason reste à déterminer. |

### Équipements et services

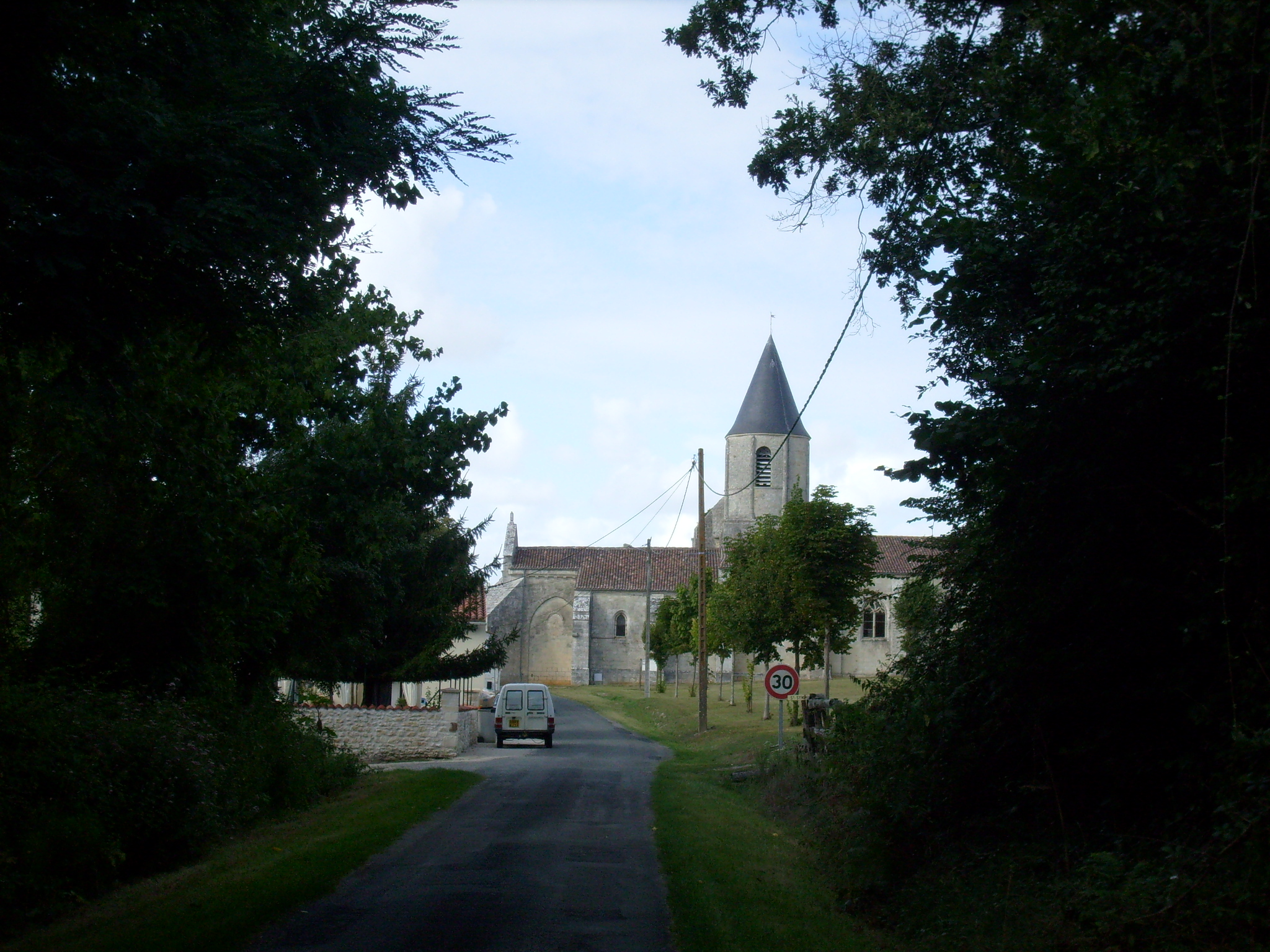
Entrée du lieu-dit Saint-Symphorien.